# Microgecko chabaharensis
Microgecko chabaharensis (карликовий гекон чахабарський) — вид геконоподібних ящірок родини геконових (Gekkonidae). Ендемік Ірану. Описаний у 2015 році.

## Опис
Тіло (не враховуючи хвоста) сягає 28,5 мм завдовжки.

## Поширення і екологія
Вид поширений на південному сході і півдні Ірану, відомий з провінції Систан і Белуджистан та Фарс.